# Ilybiosoma yeti
Ilybiosoma yeti är en skalbaggsart som beskrevs av Michel Brancucci och Lars Hendrich 2006. Ilybiosoma yeti ingår i släktet Ilybiosoma och familjen dykare. Inga underarter finns listade i Catalogue of Life.